# Sowetskije schelesnyje dorogi

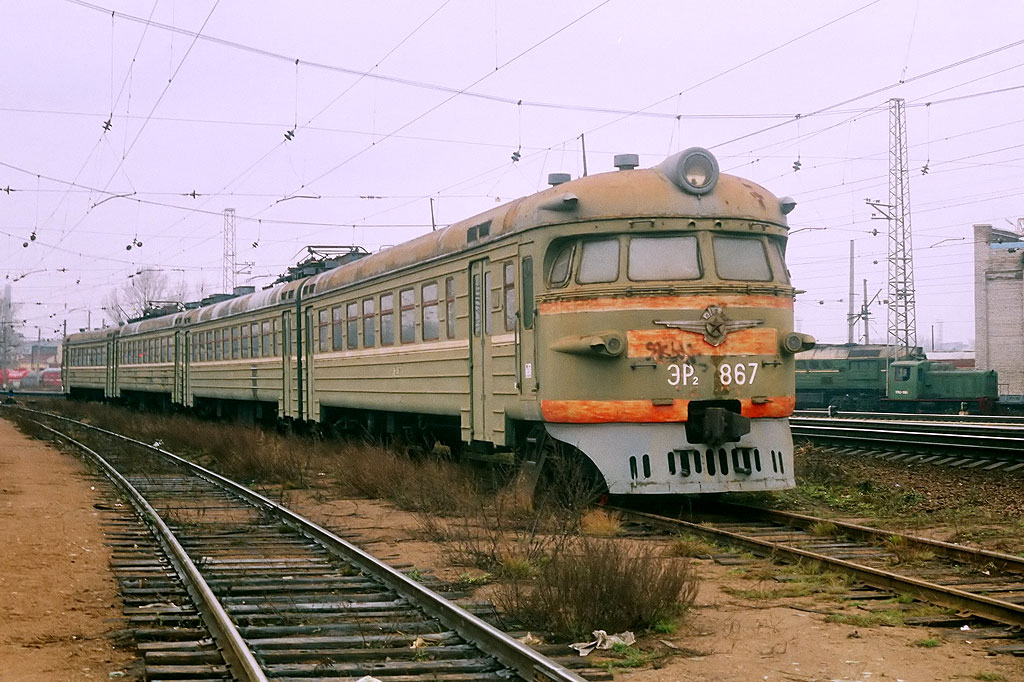
Triebzug ER2

Die Sowjetischen Eisenbahnen (russisch Советские железные дороги (СЖД), transkribiert Sowetskije schelesnyje dorogi, wiss. Transliteration Sovetskie železnye dorogi (SŽD)) waren die Staatsbahn der Sowjetunion. Sie wurde im Dezember 1922 gegründet. Die Verwaltung oblag einem eigenen Eisenbahnministerium in Moskau.
In der Gesamtheit verfügte die SŽD über eines der größten Eisenbahnnetze weltweit. Sie war als Gemeinschaft regionaler Eisenbahngesellschaften organisiert, deren Grenzen sich nur ansatzweise an den Grenzen der Unionsrepubliken orientierten. Diese regionalen Eisenbahngesellschaften agierten weitgehend selbständig. Die Bezeichnung „SŽD“ wurde praktisch nur für einen einheitlichen Auftritt gegenüber Bahngesellschaften anderer Länder verwendet und nur bei Wagen für den internationalen Verkehr angeschrieben.

## Nachfolgegesellschaften
Bei Auflösung der Sowjetunion 1991 wurden in den Nachfolgestaaten der Sowjetunion eigene Bahngesellschaften gegründet, die Infrastruktur und Betrieb auf dem jeweiligen Territorium übernahmen. Eine Übereinstimmung mit den vorherigen Teilgesellschaften bestand dabei in der Regel nicht. Die größte Nachfolgegesellschaft ist die staatliche Eisenbahngesellschaft der russischen Föderation (RŽD), die allerdings bis zum Jahresende 2002 noch nach dem Organisationsprinzip der SŽD strukturiert war.
Die folgende Tabelle nennt die 1991 entstandenen Bahngesellschaften in den Nachfolgestaaten der Sowjetunion.
| Republik      | Nachfolgegesellschaft                                      |
| ------------- | ---------------------------------------------------------- |
| Armenien      | Hajkakan Jerkatughi (HJe) (Jetzt Südkaukasische Eisenbahn) |
| Aserbaidschan | Azərbaycan Dövlət Dəmir Yolu (ADDY)                        |
| Belarus       | Belaruskaja tschyhunka (BC)                                |
| Estland       | Eesti Raudtee (EVR)                                        |
| Georgien      | Sakartwelos Rkinigsa (SR)                                  |
| Kasachstan    | Kasachstan Temir Scholy (KTZ)                              |
| Kirgisistan   | Kyrgys Temir Dscholu (KTJ)                                 |
| Lettland      | Latvijas dzelzceļš (LDZ)                                   |
| Litauen       | Lietuvos geležinkeliai (LG)                                |
| Moldawien     | Calea Ferată din Moldova (CFM)                             |
| Russland      | Rossijskije schelesnyje dorogi (RŽD)                       |
| Tadschikistan | Rohi Ohani Todschikiston (Роҳи оҳани Тоҷикистон)           |
| Turkmenistan  | Türkmendemirýollary (TDÝ)                                  |
| Ukraine       | Ukrsalisnyzja (UZ)                                         |
| Usbekistan    | Oʻzbekiston Temir Yoʻllari (UTY)                           |